# HD 19698
HD 19698，又名BD+11 445，SAO 93320、HR 948，是一颗恒星，视星等为5.98，位于銀經168.4，銀緯-38.41，其B1900.0坐标为赤經3h 5m 11s，赤緯+11° -38.41′ 36″。